# Bracketmotor

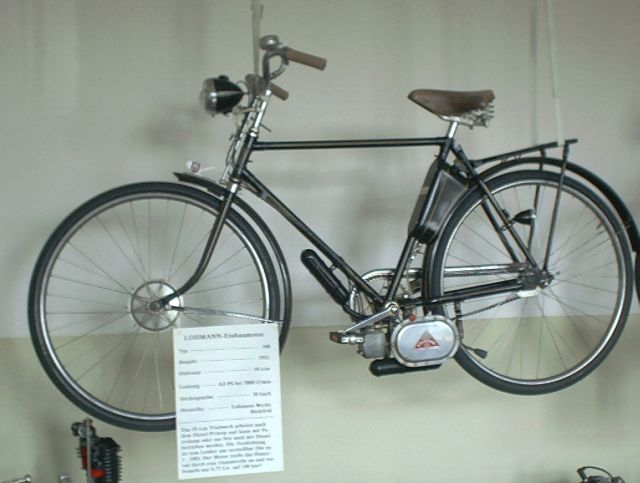
Lohmann-dieselblokje gemonteerd op een fiets ter hoogte van de bracket.

Een bracketmotor is een clip-on motor voor fietsen die ter hoogte van de trapperas wordt gemonteerd. 
In de jaren veertig en -vijftig werden clip-on motoren op grote schaal toegepast, en veel Nederlandse rijwielfabrikanten gebruikten ze om naast de normale verkoop een graantje mee te pikken van de toenemende populariteit van de bromfiets. Clip-on motoren konden op veel plaatsen aan een fiets worden bevestigd, maar laag in het frame genoot de voorkeur omdat daardoor het zwaartepunt laag bleef en bovendien de bagagedrager vrij bleef. De meeste exemplaren konden door de klant zelf worden gemonteerd, maar in de meeste gevallen moest de motor wel al door de fabriek als bracketmotor zijn gebouwd, vanwege de montagepunten en de aandrijving naar het achterwiel. Dat laatste kon door een ketting of een V-snaar gebeuren. 